# Боос, Эдуард Эрнстович
Эдуард Эрнстович Боос (род. 6 мая 1958) — советский и российский физик, доктор физико-математических наук, профессор, член-корреспондент РАН (2019), директор НИИ ядерной физики имени Д. В. Скобельцына.

## Биография
Родился в Алма-Ате. Сын Э. Г. Бооса.
Окончил физический факультет МГУ (1981).
1984 — кандидат физико-математических наук, тема диссертации «Некоторые асимптотические решения в калибровочных теориях и проблема наблюдаемости цветных объектов».
1991 — доктор физико-математических наук («Непертурбативные физические следствия релятивистских динамических уравнений в квантовой теории поля»).
Заведующий Отделом экспериментальной физики высоких энергий и заведующий лабораторией электрослабых и новых взаимодействий Отдела теоретической физики высоких энергий НИИ ядерной физики имени Д. В. Скобельцына МГУ.
Профессор (2012).
Участник открытия одиночного рождения топ-кварка на коллайдере Tevatron в эксперименте D0 и на коллайдере LHC в эксперименте CMS и получения новых ограничений на возможные отклонения от предсказаний Стандартной модели.
Им созданы:
- новый метод моделирования событий с учетом петлевых поправок,
- генератор SingleTop,
- новый метод выбора оптимальных кинематических переменных.

Вычислил полные наборы древесных диаграмм Фейнмана для процессов на коллайдерах с участием топ-кварка, бозона Хиггса и ряда частиц вне рамок Стандартной модели. Разработал метод разделения полных наборов диаграмм Фейнмана на калибровочно-инвариантные поднаборы, при котором существенно сокращается объём вычислений.

## Награды
- Медаль ордена «За заслуги перед Отечеством» II степени (5 февраля 2024 года) — за большой вклад в развитие отечественной науки, многолетнюю плодотворную деятельность и в связи с 300-летием со дня основания Российской академии наук[1].
- Лауреат международной премии им. Бесселя (2002), Ломоносовской премии МГУ 1-й степени (2007), премии им. академика М. А. Маркова (2018).